# Pedicularis rupicola
Pedicularis rupicola är en snyltrotsväxtart. Pedicularis rupicola ingår i släktet spiror, och familjen snyltrotsväxter.

## Underarter
Arten delas in i följande underarter:
- P. r. flavescens
- P. r. rupicola
- P. r. zambalensis